# Ashikaga Tadayoshi
Ashikaga Tadayoshi (jap. 足利 直義; * 1306; † 1352) war ein General der Zeit der Nord- und Südhöfe (1337–1392) der japanischen Geschichte. Sein älterer Bruder Ashikaga Takauji war der erste Muromachi-Shōgun.

## Leben und Wirken
Ashikaga Tadayoshi half Kaiser Go-Daigo in der Kemmu-Restauration von 1333 und wurde zum Gouverneur (kami) der Provinz Sagami. Im Jahre 1335, während der von Hōjō Tokiyuki geführten Nakasendai-Rebellion tötete Tadayoshi Go-Daigos Sohn, Prinz Morinaga.
Nachdem er sich gegen den Kaiser gewandt hatte, installierten Tadayoshi und Takauji 1336 einen Gegenkaiser und gründeten 1338 das Muromachi-Shōgunat.
Als treibende Kraft der Brüder, übernahm Takauji die militärischen Angelegenheiten und Tadayoshi die juristischen und Verwaltungsdinge. 1350 rebellierte Tadayoshi jedoch wegen eines Konflikts mit Takaujis Statthalter Kō no Moronao. 1351 eroberte er Kyōto (siehe Kannō-Unruhen). Eine Einigung zwischen den Brüdern erwies sich als kurzlebig. Tadayoshi floh nach Kamakura, von Takauji mit einer Armee verfolgt. Im März 1352, kurz nach einer vorgeblichen Übereinkunft starb Tadayoshi plötzlich, wahrscheinlich an Gift.